# Polaroid Land Camera 1000

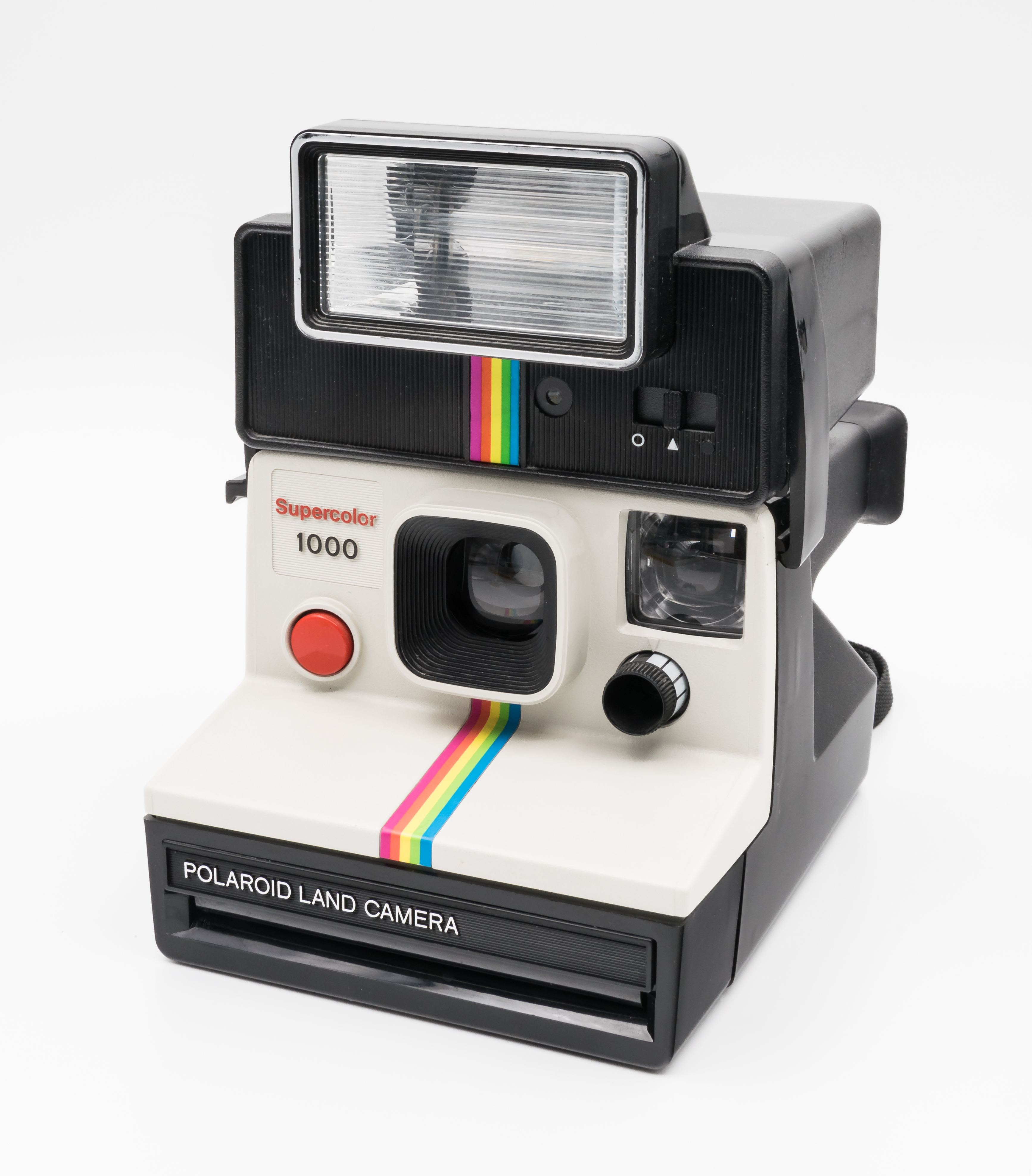

La Polaroid Land Camera 1000, basata sulla Polaroid SX-70, è una macchina fotografica istantanea introdotta dalla Polaroid negli anni settanta. 
Questa macchina fotografica supporta le cartucce fotografiche SX-70, sia a colori che in bianco e nero.

## Caratteristiche
Il pulsante di scatto può essere rosso o verde e si trova sotto la scritta "1000".
Al centro si trova l'obiettivo e sotto l'obiettivo si trova lo slot per l'inserimento delle cartucce che al loro interno possiedono la batteria per il funzionamento della macchina fotografica.
Sul retro si trova l'indicatore del numero delle foto rimanenti.
L'esposimetro situato sotto al mirino è manuale e presenta un adesivo colorato per metà nero e per metà chiaro per facilitarne la regolazione.
Il flash non è presente sul modello originale; ne esistono modelli esterni, compatibili anche con molte altre macchine Polaroid, che si possono montare al di sopra della macchina grazie all'apposito slot.